# Papa Babacar Diawara
Papa Babacar Diawara (Dakar, Senegal, 5 de gener de 1988), més conegut com a Baba Diawara, és un futbolista senegalès. Actualment juga pel Club Sport Marítimo portuguès.

## Trajectòria

### Marítimo
Va iniciar la seva carrera com a futbolista a la lliga senegalesa de futbol, al club Jeanne d'Arc. Va marxar a Europa molt jove, als 19 anys per firmar amb el CS Marítimo de Madeira, Portugal. Va fer el seu debut amb el primer equip a finals de la temporada 2007/2008, a la segona part empatant 1-1contra l'Estrela da Amadora, sent pujat al primer equip a la temporada 2008/09. Aquesta mateixa temporada va marcar 10 gols en 25 i va causar interessant per certs equips com el Panathinaikos FC, que el van taxar en 2,5 milions de lliures.
Diawara va millorar la seva marca golejadora de 10 a 11 gols a la temporada 2010/11, marcant 14 gols en totes les competicions. El Marítimo va finalitzar la temporada al novè lloc, gràcies a la seva contribució golejadora. El Celtic FC de la Lliga escocesa de futbol va estar a punt de fitxar l'agost de 2011, però no es va poder fer el tracte l'últim dia del mercat de fitxatges, ja que no podia entrar al país.
A la temporada 2011/12 era el segon màxim golejador a la lliga Sagres portuguesa amb 9 goles en 13 partits. La seva ratxa golejadora va començar en la victòria 3-2 contra el Sporting de Lisboa el 28 d'agost, llavors va fer dos doblets, el primer contra el Rio Ave FC i el segon contra al UD Leiria, aconseguint 9 punts de 9 possibles. El 23 d'octubre, va fer l'1-0 a la victòria contra el Vitoria Setubal, dos setmanes després, marcaria 2 gols a la victòria per 3-2 contra l'Académica de Coimbra. El 26 de novembre marcaria el gol de l'empat 2-2 contra CD Nacional.

### Sevilla Fútbol Club
El 19 de gener de 2012 es va fer oficial el seu fitxatge pel Sevilla FC. Va fer el seu debut a La Liga el 29, substituint José Antonio Reyes a finals de la primera part perdent 1–2 a fora contra el Màlaga CF.